# Legión al Mérito (Estados Unidos)
La Legión al Mérito (en inglés: Legion of Merit) es una distinción militar de los Estados Unidos, creada por Franklin D. Roosevelt el 20 de julio de 1942, y otorgada por una conducta excepcionalmente meritoria en el desempeño de servicios y logros sobresalientes, a los miembros de las Fuerzas Armadas estadounidenses y de las naciones aliadas. 
La Legión al Mérito (grado de Comandante) es una de las dos únicas condecoraciones militares de los Estados Unidos que se emitirán como una orden de cuello (la otra es la Medalla de Honor), y la única condecoración militar de los Estados Unidos que se puede emitir en grados (al igual que una orden de caballería o ciertas órdenes al mérito), aunque los títulos que incluyen una cinta para el cuello solo se otorgan a ciudadanos no estadounidenses.
La Legión al Mérito ocupa el séptimo lugar en el orden de precedencia de todos los premios militares de los EE. UU. Y se usa después de la Medalla del Servicio Superior de Defensa y antes de la Cruz de Valores Distinguidos. En el uso contemporáneo en las Fuerzas Armadas de los EE. UU., La Legión de Mérito generalmente se otorga a los oficiales generales y coroneles del Ejército, la Infantería de Marina, la Fuerza Aérea y la Fuerza Espacial, y a los oficiales de bandera y capitanes de la Armada y la Guardia Costera que ocupan puestos de alto mando o personal muy superior en sus respectivos servicios. También se puede otorgar a oficiales de menor rango, suboficiales superiores (generalmente en puestos de mando con el rango de suboficial 5) y al personal alistado muy superior (generalmente en el rango de sargento mayor de mando y sargento mayor del Ejército). en el Ejército, suboficial mayor de flota y suboficial mayor de la Armada en la Armada, sargento mayor en jefe de mando y sargento mayor en jefe de la Fuerza Aérea, sargento mayor en jefe de mando y asesor principal alistado de la Fuerza Espacial en la Fuerza Espacial y el sargento mayor de la Infantería de Marina), pero estos casos son menos frecuentes, típicamente por excepción, y las circunstancias varían según la rama de servicio. 
La autoridad para otorgar la Legión al Mérito está reservada para los oficiales generales y oficiales de bandera en el grado de pago O-9 (por ejemplo, teniente general y vicealmirante) y superior, personal civil del Departamento de Defensa en el nivel de subsecretario de servicio o subsecretario de Defensa y superior, o personal civil equivalente a nivel de secretaría del Departamento de Seguridad Nacional con supervisión directa de la Guardia Costera de Estados Unidos.